# Robinsonlijst
Een Robinsonlijst is een lijst van personen die geen gepersonaliseerde reclameboodschappen wensen te ontvangen.  In België is de Robinsonlijst een initiatief van het Belgisch Direct Marketing Verbond (BDMV) dat ook instaat voor het beheer van deze lijst.
Naargelang van het communicatiemiddel zijn er verschillende lijsten.  Wie niet langer reclame op naam wenst te ontvangen kan zich laten inschrijven op de Robinsonlijst van zijn keuze. Momenteel zijn er nog twee lijsten: Robinson Mail (om geen reclame per post meer te ontvangen) en Robinson Phone (om geen reclame-aanbiedingen per telefoon meer te ontvangen).
Er bestonden vroeger nog andere Robinson-lijsten (fax, e-mail en sms), maar deze zijn niet langer nodig door het invoeren van de opt-in wetgeving en werden buiten dienst gesteld. Immers, om langs deze weg reclame te sturen zijn de bedrijven verplicht om de voorafgaandelijke toestemming van de consument te vragen als die geen klant is.
De bedrijven die lid zijn van de BDMV verbinden zich ertoe om van de adressenlijsten die zij gebruiken voor hun direct marketing activiteiten alle personen te schrappen die zijn ingeschreven op de Robinsonlijsten.
Deze verplichting geldt niet voor bedrijven die geen lid zijn van de BDMV of wanneer de bestemmeling van de gepersonaliseerde reclame klant is bij het bedrijf.